# Rolf Schassberger
Rolf Schassberger, auch Schaßberger, (* 28. November 1939; † 10. März 2018) war ein deutscher Mathematiker und Hochschullehrer.
Schassberger promovierte 1967 bei Walter Knödel an der Universität Stuttgart über ein Thema aus der Warteschlangentheorie. Er wechselte anschließend als Associate Professor an die University of Calgary. 1978 nahm er einen Ruf auf eine Professur an die Technische Universität Berlin an, bevor er 1988 an die Technische Universität Braunschweig ging. Dort leitete er bis zu seiner Emeritierung 2004 das Institut für Mathematische Stochastik und war in verschiedenen Funktion wie z. B. als Dekan oder Vize-Präsident tätig.
Schassberger hat die moderne Warteschlangentheorie entscheidend mitgeprägt, insbesondere mit seinen Arbeiten zu Warteschlangen mit mehreren Bedienern und der Bediendisziplin Processor Sharing. Er war Mitbegründer und von 1986 bis 1996 Mit-Herausgeber der führenden Fachzeitschrift Queueing Systems und hat alleine dort  zahlreiche vielzitierte Artikel veröffentlicht.

## Publikationen
- Ein Wartesystem mit zwei parallelen Schlangen. Dissertation. Universität Stuttgart 1967, DNB 482295899.
- Warteschlangen. Springer Verlag, Wien 1973, ISBN 3-211-81074-9.